# Estadio Borís Paichadze
El Estadio Nacional Borís Paichadze (en georgiano, ბორის პაიჭაძის სახელობის ეროვნული სტადიონი), también conocido como Estadio Dinamo, es un recinto deportivo ubicado en Tiflis, Georgia. Es el estadio del Dinamo Tbilisi, equipo georgiano de fútbol más laureado. También alberga partidos de las selecciones de fútbol y de rugby georgianas, y competiciones de atletismo.
Con capacidad para 54 549 espectadores, el Estadio Nacional es el campo con más capacidad del país. Debe su nombre oficial a Borís Paichadze, histórico futbolista georgiano del Dinamo Tbilisi, que en 1937 se convirtió en el máximo goleador de la liga de fútbol soviética.
El estadio se inauguró el 29 de septiembre de 1976 para satisfacer la demanda de nuevos aficionados al Dinamo Tbilisi, que en la década de 1970 fue uno de los clubes más potentes de la Primera División de la URSS. En el momento de su inauguración, era el tercer campo de la Unión Soviética con más aforo. El récord de asistencia se anotó en 1979 con 110 000 espectadores, durante los cuartos de final de la Copa de Europa ante el Liverpool FC. Por razones de seguridad, en 2006 se eliminaron todas las localidades de pie y se colocaron asientos, lo que redujo el aforo a la cifra actual.
El estadio albergó la Supercopa de Europa 2015

## Historia

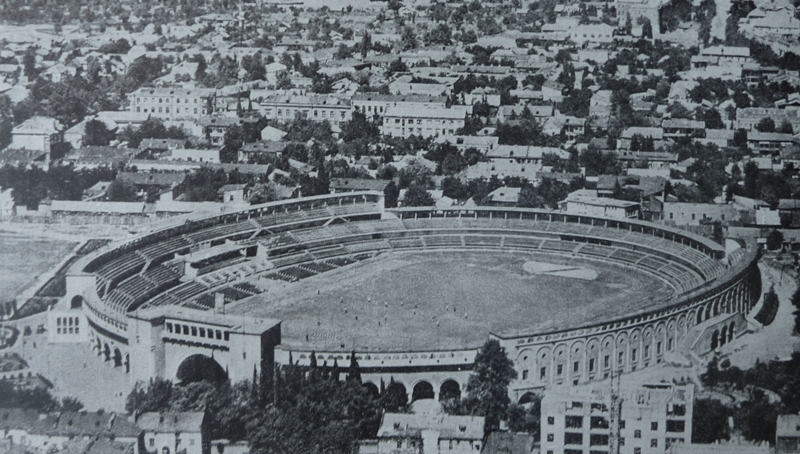
El anterior estadio Central de 1936.

En los años 1970, se proyectó la construcción de un nuevo campo de fútbol para la ciudad de Tiflis y su club de fútbol, el Dinamo Tbilisi, que se levantaría sobre los cimientos de su anterior cancha, el Estadio Dinamo. El antiguo terreno de juego se levantó en 1936 y contaba entonces con capacidad para 23 000 espectadores, una cifra pequeña para el número de aficionados creciente en la zona.
Los encargados de construir el nuevo campo fueron los arquitectos Archil Kurdiani y Gia Kurdiani, junto al diseñador de la construcción Shalva Gazashvili. Aunque se derribó casi todo el campo, se mantuvieron elementos del estadio de 1936. El nuevo estadio contaría con dos plantas, la más alta cubierta por un techo donde también se encuentran los focos, e instalaciones deportivas en su interior, como una piscina o gimnasio. Dentro del recinto habría dos túneles que se comunican entre sí, y que facilitarían la evacuación de las gradas en caso de emergencia.
El campo se inauguró el 26 de septiembre de 1976, con capacidad media de 75 000 espectadores. En algunos partidos importantes del Dinamo Tbilisi, la cifra superó los 100 000 espectadores, por las localidades de pie. Durante muchos años, el campo se quedó obsoleto, porque los gestores del estadio no tenían dinero para arreglar los desperfectos.
En abril de 2006, se iniciaron las obras de reconstrucción para rehabilitar el campo a los estándares de la UEFA. Se eliminaron todas las localidades de pie, reduciendo la capacidad a 54 549 espectadores todos sentados, y se actualizaron las instalaciones. El estadio remodelado albergó su primer encuentro el 2 de septiembre de 2006.